# HTC Vive

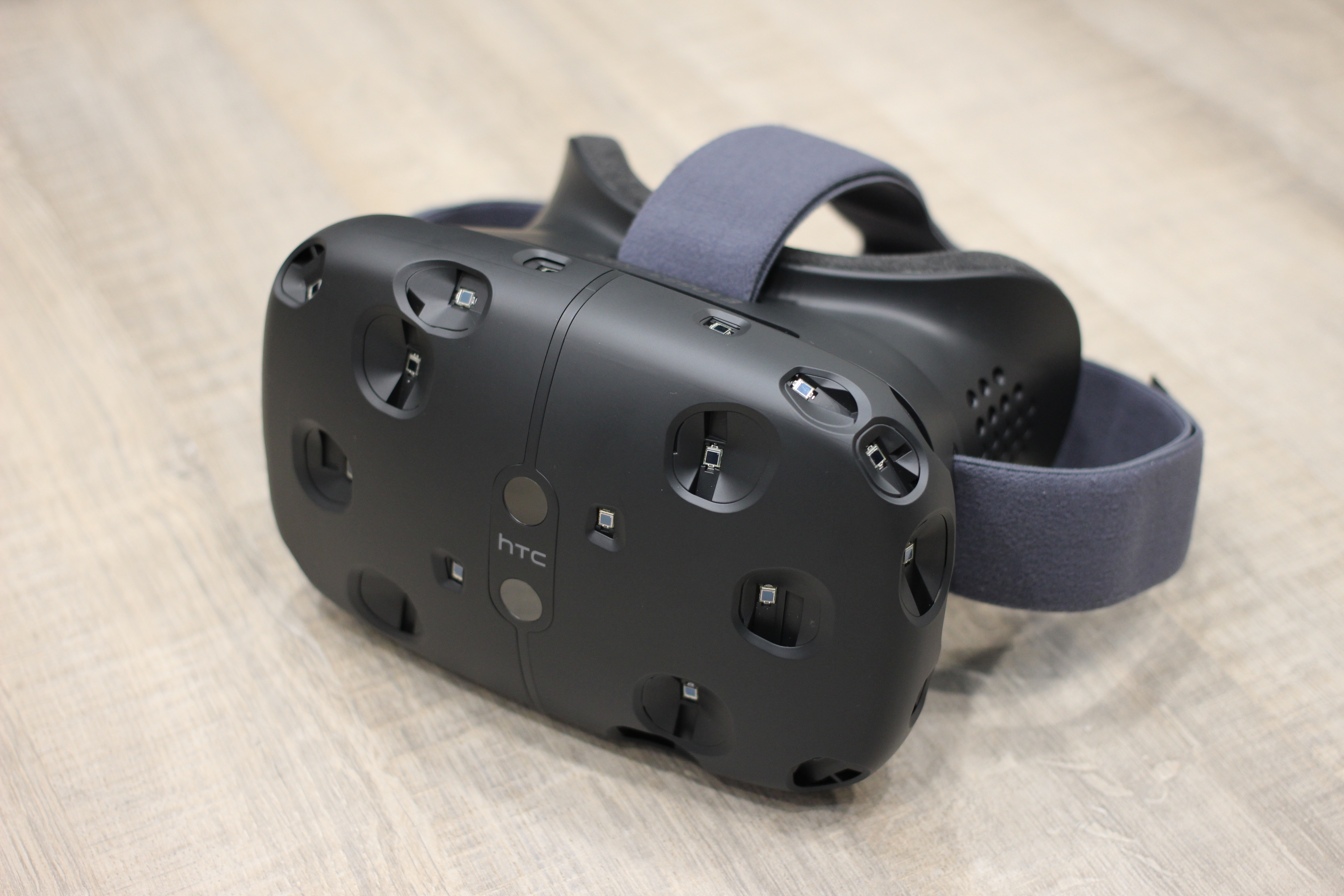
HTC Vive

HTC Vive är VR-glasögon som utvecklats av HTC och Valve Corporation för virtuell verklighet, som släpptes den 5 april 2016. Hjälmen använder sig av sensorer för att förvandla ett rum till vad som av användaren upplevs som ett tredimensionellt utrymme.

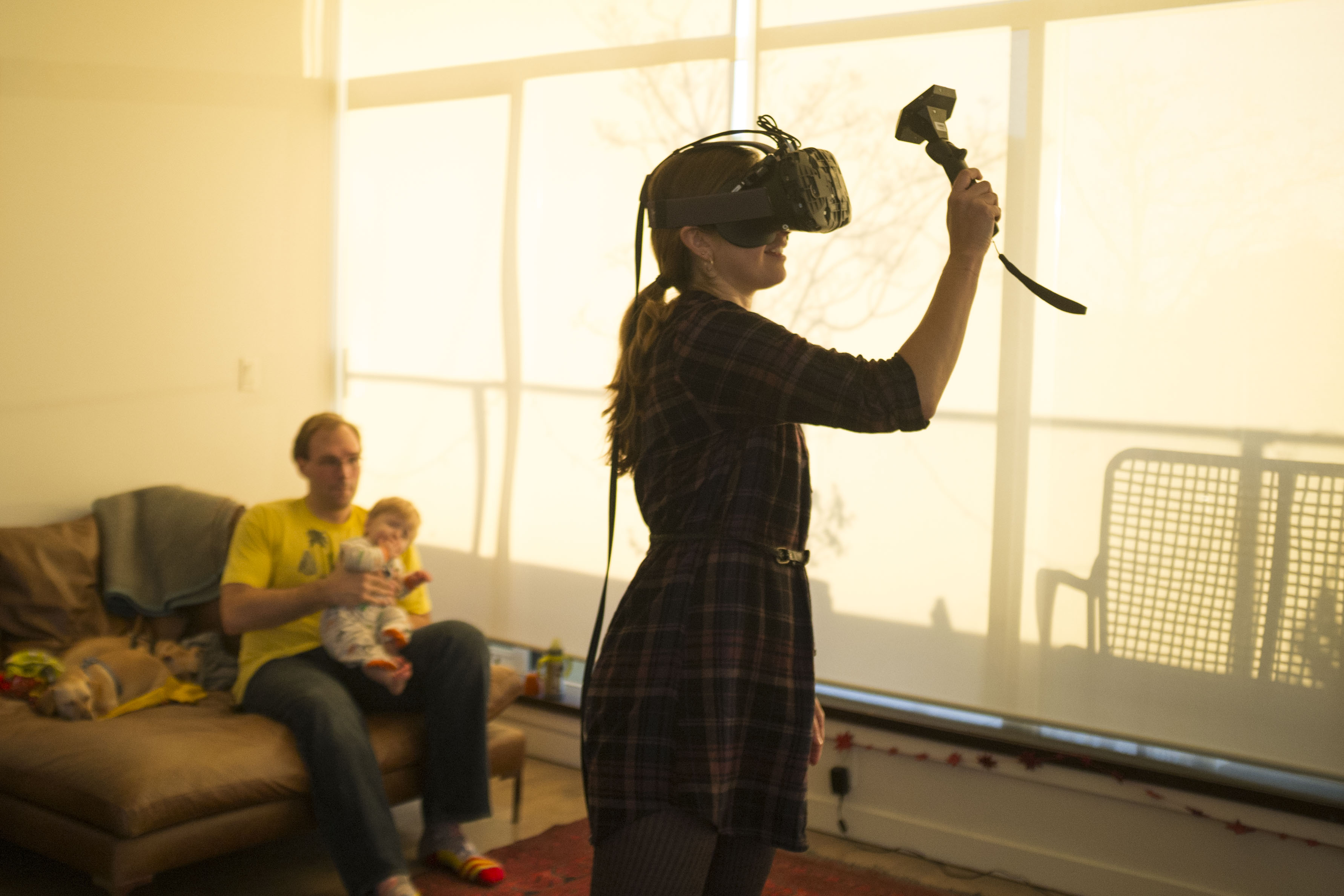
En kvinna använder HTC Vive med handkontroll.